# تربيوم
التربيوم عنصر كيميائي له الرمز Tb والعدد الذري 65 في الجدول الدوري وهو من اللانثانيدات، اكتشف بواسطة العالم الكيميائي السويدي كارل جوستاف موساندر.